# Lövestads distrikt
Lövestads distrikt är ett distrikt i Sjöbo kommun och Skåne län. 
Distriktet ligger öster om Sjöbo.

## Tidigare administrativ tillhörighet
Distriktet inrättades 2016 och utgörs av socknen Lövestad i Sjöbo kommun.
Området motsvarar den omfattning Lövestads församling hade 1999/2000.